# Chauncey Depew
Chauncey Mitchell Depew, född 23 april 1834 i Peekskill, New York, död 5 april 1928 i New York, var en amerikansk republikansk politiker. Han var ledamot av USA:s senat från New York 1899-1911.
Depew var medlem i sällskapet Skull and Bones under studietiden vid Yale University. Han studerade sedan juridik och inledde 1858 sin karriär som advokat. Han arbetade först några år som advokat i Peekskill. Sedan var han börsmäklare i firman Depew & Potter i New York i några månader för att återvända till arbetet som advokat.
Depew var ledamot av New York State Assembly, underhuset i delstatens lagstiftande församling, 1861-1863. Han var därefter Secretary of State of New York i två år. Han blev 1865 utnämnd till USA:s minister i Japan men han tackade nej till utnämningen efter att utnämningen hade formellt blivit godkänd.
Depew blev 1866 advokat för New York & Harlem Railroad. Därmed började hans långa karriär inom järnvägsbranschen som innefattade tunga chefspositioner i olika järnvägsbolag.
Depew kandiderade 1881 till senaten men han drog sig tillbaka efter den fyrtionde omröstningen i delstatens lagstiftande församling. Det skulle dröja till 1913 och efter Depews tid som senator innan senatorerna blev direkt folkvalda i USA. Han tackade 1885 nej till att kandidera på nytt men blev 1898 invald i senaten och tjänstgjorde två sexåriga mandatperioder där. Han tackade 1892 nej till att bli utrikesminister under USA:s president Benjamin Harrison.
Depew, Oklahoma och Depew, New York har fått namn efter Chauncey Depew.